# Мата Хари (филм)
„Мата Хари“ (на английски: Mata Hari) е американски игрален филм (романтична военна драма) от 1931 година на режисьора Джордж Фицморис, по сценарий на Бенджамин Глейзър и Лео Бирински. Сюжетът на филма се развива във Франция по времето на Първата световна война. Разказва се за екзотичната танцьорка и куртизанка Мата Хари (изиграна от Грета Гарбо), екзекутирана заради шпионаж. Филмът излиза на екран от 26 декември 1931 г. в Loew's Incorporated.

## В ролите
| Изпълнител        | Роля                      |
| ----------------- | ------------------------- |
| Грета Гарбо       | Мата Хари                 |
| Рамон Новаро      | лейтенант Алексис Розанов |
| Лайънъл Баримор   | генерал Шубин             |
| Луис Стоун        | Андриани                  |
| С. Хенри Гордън   | Дюбюа                     |
| Карън Морли       | Карлота                   |
| Алек Б. Франсис   | Майор Карън               |
| Бланче Фредеричи  | Сестра Анджелика          |
| Едмънд Брийс      | Директор на затвора       |
| Хелън Джеръми Еди | Сестра Анджелика          |
| Франк Райхър      | Готвачът-шпионин          |

## „Мата Хари“ В България
В България е издаден на DVD от Съни филмс през 2005 г. с български субтитри.